# Theridion calcynatum
Theridion calcynatum är en spindelart som beskrevs av Holmberg 1876. Theridion calcynatum ingår i släktet Theridion och familjen klotspindlar. Inga underarter finns listade i Catalogue of Life.